# هیگوروتی
هیگوروتی (به اسپانیایی: Higuerote) یک شهر در ونزوئلا است که در Brión واقع شده‌است. هیگوروتی ۲۵٬۰۰۰ نفر جمعیت دارد و ۱ متر بالاتر از سطح دریا واقع شده‌است.